# 伯代
伯代，是匈牙利佐洛州所辖的一个村，总面积9.17平方公里，总人口296，人口密度32.3人/平方公里（2010年1月1日）。